# Midnight Lightning
| 전문가 평가              | 전문가 평가 |
| 평가 점수                | 평가 점수   |
| 출처                     | 점수        |
| ------------------------ | ----------- |
| AllMusic                 | [ 1 ]       |
| Christgau's Record Guide | B+          |

《Midnight Lightning》은 미국의 록 기타리스트 지미 헨드릭스의 사후 컴필레이션 음반이다. 1975년 11월, 미국의 리프리즈 레코드와 영국의 폴리도르 레코드에 의해 발매되었다. 앨런 더글러스와 토니 본지오비가 제작한 두 번째 음반으로 헨드릭스와 함께 연주해 본 적이 없는 뮤지션들로 오버더빙된 데모 형식의 음반이 수록되어 있다. 인기 있는 라이브 곡인 〈Hear My Train〉과 〈Machine Gun〉의 재작업에도 불구하고, 이 음반은 전작만큼 좋은 반응을 얻지 못했으며, 미국 43위, 영국 46위에 정점을 찍었다.

## 배경
더글러스는 《Crash Landing》에서 그가 채택한 논란의 여지가 있는 방법들을 계속하여 많은 같은 세션 음악가들을 불러들여서 곡의 일부를 오버더빙했다. 유일한 오리지널 녹음 (헨드릭스가 녹음한 것 외에)은 미치 미첼이 〈Hear My Train〉에서 드럼을 치는 것이었다. 팬들과 비평가들의 이전 항의에 대해, 더글러스는 《Midnight Lightning》의 어떤 곡에도 공동 작사, 작곡 공로를 주장하지 않았다. 1997년 익스피리언스 헨드릭스가 헨드릭스의 레코딩에 대한 권리를 확보한 후, 오리지널 버전의 트랙이 추가 음반과 박스 세트에 발매되었다.

## 곡 목록
모든 곡들은 특별한 언급이 없는 한 지미 헨드릭스에 의해 작사/작곡하였다.
| #  | 제목                           | 재생 시간 |
| -- | ------------------------------ | --------- |
| 1. | 〈Trash Man〉                  | 3:15      |
| 2. | 〈Midnight Lightning〉         | 3:49      |
| 3. | 〈Hear My Train〉              | 5:43      |
| 4. | 〈Gypsy Boy (New Rising Sun)〉 | 3:45      |

| #  | 제목                   | 작사·작곡 | 재생 시간 |
| -- | ---------------------- | --------- | --------- |
| 1. | 〈Blue Suede Shoes〉   | 칼 퍼킨스 | 3:29      |
| 2. | 〈Machine Gun〉        |           | 7:36      |
| 3. | 〈Once I Had a Woman〉 |           | 5:20      |
| 4. | 〈Beginnings〉         | 미치 미첼 | 3:02      |